# Hoofdagent

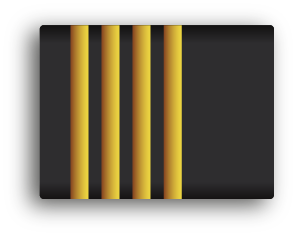
Rangonderscheidingsteken van een hoofdagent

Hoofdagent is een rang bij de Nederlandse politie, deze rang zit tussen agent en brigadier. In de praktijk wordt ook gesproken over een allround politiemedewerker. Een hoofdagent kan werkzaam zijn bij verschillende onderdelen van de politie, bijvoorbeeld op een wijkteam in de functie van medewerker basispolitiezorg of bij de recherche in de functie van rechercheur. Er is geen verschil in de opsporingsbevoegdheid van een agent met deze rang en de politiemedewerkers met de rang aspirant, surveillant, agent en brigadier.